# 肖 (密西西比州)
肖是位於美國密西西比州玻利瓦縣及森弗勞爾縣的城市。

## 人口
根據2020年美國人口普查的數據，肖的面積為2.88平方千米，皆為陸地。當地共有人口1457人，而人口密度為每平方千米506人。